# Hinneryds distrikt
Hinneryds distrikt är ett distrikt i Markaryds kommun och Kronobergs län. Distriktet ligger norr om Markaryd. 

## Tidigare administrativ tillhörighet
Distriktet inrättades 2016 och utgörs av en del av det område Traryds köping omfattade till 1971, den del som utgjorde Hinneryds socken till 1952 då den uppgick i köpingen.
Området motsvarar den omfattning Hinneryds församling hade 1999/2000.